# Epidendrum cottoniiflorum
Epidendrum cottoniiflorum là một loài thực vật có hoa trong họ Lan. Loài này được (Rchb.f.) Hágsater mô tả khoa học đầu tiên năm 1991.